# Агждаалан (околия Бафра)
Агждаалан (на турски: Ağcaalan) е село в околия Бафра, вилает Самсун, Турция. На около 450 метра надморска височина. Намира се на 83 км от град Самсун и на 33 км от град Бафра. Населението му през 2000 г. е 304 души. Населено е предимно с българи–мюсюлмани (помаци). Те са потомци основно на преселници от Златоград, Аламовци, Ерма река от 1934 г. Някои от тях произхождат от селата Драчища и Кючюккьой в Драмско, днешна Гърция.